# Georg von Opel-Preis
Der Georg von Opel-Preis, Zusatz „Die Stillen Sieger“, zeichnete Athleten und ehrenamtliche Helfer für Leistungen aus, die ohne die Erwartung einer materiellen Gegenleistung oder zum Wohle der Gesellschaft erbracht wurden. Der Preis ist nach dem Sportler, Sportfunktionär und Unternehmer Georg von Opel benannt und wurde von der Adam Opel AG vergeben.
Die Vergabe des Preises erfolgte in den vier Kategorien „Sportler in sozialer Verantwortung“, „Besondere Kämpfer“, „Ehrenamtliche Helfer“ und „Unvergessene Sieger/Meister“. Stets stand nicht die sportliche Spitzenleistung im Vordergrund, sondern das soziale Engagement oder etwa die besonderen persönlichen Entbehrungen, die ohne die Aussicht auf einen großen finanziellen Gewinns auf sich genommen wurden.
Der Preis wurde 1996 ins Leben gerufen und mit einem Geldbetrag von 50.000 DM ausgestattet. Eine Jury, zunächst unter Vorsitz von Franz Beckenbauer, bestimmte die Preisträger. Er wurde erstmals 1997 und zuletzt 2003 verliehen. 2003 wurden einmalig auch Ehrungen in einer fünften Kategorie „Jugendpreis“ vergeben.

## Preisträger
Zwischen 1997 und 2003 wurden insgesamt 71 Ehrungen vorgenommen.
| Nr. | Jahr | Name                        | Disziplin                | Kategorie                          |
| --- | ---- | --------------------------- | ------------------------ | ---------------------------------- |
| 1   | 1997 | Hartwig Gauder              | Gehen                    | Besondere Kämpfer                  |
| 2   | 1997 | Thomas Kreidel              | Tischtennis              | Besondere Kämpfer                  |
| 3   | 1997 | Martina Willing             | Kugelstoßen              | Besondere Kämpfer                  |
| 4   | 1997 | Holger Laurisch             | Tischtennis/Breitensport | Ehrenamtliche Helfer               |
| 5   | 1997 | Rudolf Pannrucker           |                          | Ehrenamtliche Helfer               |
| 6   | 1997 | Horst Zeiser                |                          | Ehrenamtliche Helfer               |
| 7   | 1997 | Axel Heik                   |                          | Sportler in sozialer Verantwortung |
| 8   | 1997 | Manfred Kohl                |                          | Sportler in sozialer Verantwortung |
| 9   | 1997 | Fritz Walter                | Fußball                  | Sportler in sozialer Verantwortung |
| 10  | 1997 | Walter Demel                | Skilanglauf              | Unvergessene Sieger                |
| 11  | 1997 | Birgit Fischer              | Kanurennsport            | Unvergessene Sieger                |
| 12  | 1997 | Ralf Schumann               | Sportschießen            | Unvergessene Sieger                |
| 13  | 1997 | Georg Thoma                 | Skispringen              | Unvergessene Sieger                |
| 14  | 1997 | Ursula Happe                | Schwimmsport             | Unvergessene Sieger                |
| 15  | 1997 | Holger Obermann             | Fußball                  | Sportler in sozialer Verantwortung |
| 16  | 1997 | Werner Nickolai             |                          | Sportler in sozialer Verantwortung |
| 17  | 1997 | Harald Schütt               |                          | Ehrenamtliche Helfer               |
| 18  | 1997 | Karlhorst Haibach           |                          | Ehrenamtliche Helfer               |
| 19  | 1997 | Heiko Wiesenthal            | Faustball                | Besondere Kämpfer                  |
| 20  | 1997 | Lily Anggreny               | Marathonlauf             | Besondere Kämpfer                  |
| 21  | 1998 | Martin Lauer                | Leichtathletik           | Unvergessene Sieger                |
| 22  | 1998 | Helmut Bantz                | Turnen                   | Unvergessene Sieger                |
| 23  | 1998 | Heinz Schneider             | Tischtennis              | Unvergessene Sieger                |
| 24  | 1998 | Jacqueline Börner           | Eisschnelllauf           | Besondere Kämpfer                  |
| 25  | 1998 | Lothar Matthäus             | Fußball                  | Besondere Kämpfer                  |
| 26  | 1998 | Thomas Jung                 | Rudern                   | Besondere Kämpfer                  |
| 27  | 1998 | Thomas Weiß                 | Ski Alpin                | Besondere Kämpfer                  |
| 28  | 1998 | Inka Conze                  |                          | Sportler in sozialer Verantwortung |
| 29  | 1998 | Henrik Rödl                 | Basketball               | Sportler in sozialer Verantwortung |
| 30  | 1998 | Helmut Buschmeyer           | Fußball                  | Ehrenamtliche Helfer               |
| 31  | 1998 | Andreas Decker              |                          | Ehrenamtliche Helfer               |
| 32  | 1998 | Günter Klatt                |                          | Ehrenamtliche Helfer               |
| 33  | 1999 | Klaus-Peter Thaler          | Radsport                 | Sportler in sozialer Verantwortung |
| 34  | 1999 | Michael Stich               | Tennis                   | Sportler in sozialer Verantwortung |
| 35  | 1999 | Patriz Ilg                  | Hindernislauf            | Sportler in sozialer Verantwortung |
| 36  | 1999 | Gretel Bergmann             | Hochsprung               | Unvergessene Meister               |
| 37  | 1999 | Bert Trautmann              | Fußball                  |                                    |
| 38  | 1999 | Eberhard Schöler            | Tischtennis              | Unvergessene Meister               |
| 39  | 1999 | Annemarie Schraps           |                          | Ehrenamtliche Helfer               |
| 40  | 1999 | Angelika Trabert            | Dressurreiten            |                                    |
| 41  | 1999 |                             |                          |                                    |
| 42  | 1999 |                             |                          |                                    |
| 43  | 1999 |                             |                          |                                    |
| 44  | 1999 |                             |                          |                                    |
| 45  | 2000 | Jens Weißflog               | Skispringen              |                                    |
| 46  | 2000 | Rosi Mittermaier            | Ski Alpin                | Sportler in sozialer Verantwortung |
| 47  | 2000 | Christl Cranz-Borchers      | Ski Alpin                | Unvergessene Meister               |
|     | 2000 |                             |                          | Unvergessene Meister               |
| 48  | 2000 | Esther Weber-Kranz          | Fechten                  | Besondere Kämpfer                  |
|     | 2000 | Regina Isecke               | Rollstuhltennis          | Besondere Kämpfer                  |
| 49  | 2000 | Horst Brahms                |                          | Ehrenamtliche Helfer               |
| 50  | 2000 | Karen Sonneck               | Leichtathletik           | Ehrenamtliche Helfer               |
| 51  | 2001 | Carsten Fischer             | Hockey                   | Besondere Kämpfer                  |
| 52  | 2001 | Rosemarie Blöcher           | Hockey                   | Ehrenamtliche Helfer               |
| 53  | 2001 | Heinz Fütterer              | Leichtathletik           |                                    |
| 54  |      |                             |                          |                                    |
| 55  |      |                             |                          |                                    |
| 56  |      |                             |                          |                                    |
| 57  | 2002 | Henry Maske                 | Boxen                    | Sportler in sozialer Verantwortung |
| 58  | 2002 | Jürgen Klinsmann            | Fußball                  | Sportler in sozialer Verantwortung |
| 59  | 2002 | Ursel Wirth-Brunner         | Schwimmen                | Unvergessene Meister               |
| 60  | 2002 | Heinz Fütterer?             |                          | Unvergessene Meister               |
| 61  | 2002 | Rosemarie Blöcher?          |                          | Ehrenamtliche Helfer               |
| 62  | 2002 | Erich Gloël                 |                          | Ehrenamtliche Helfer               |
| 63  | 2002 | Padith Phongpachith         | Taekwondo                | Ehrenamtliche Helfer               |
| 64  | 2002 | Gerd Bonk                   | Gewichtheben             | Besondere Kämpfer                  |
| 65  | 2002 |                             |                          | Besondere Kämpfer                  |
| 66  | 2003 | Tegla Loroupe               | Langstreckenlauf         | Sportler in sozialer Verantwortung |
| 67  | 2003 | Roland Matthes              | Schwimmen                | Unvergessene Meister               |
| 68  | 2003 | Birgit Dreiszis             | Dressurreiten            | Besondere Kämpfer                  |
| 69  | 2003 | Inge Janle                  | Turnen                   | Ehrenamtliche Helfer               |
| 70  | 2003 | Polizeisportverband Erfurt  |                          | Jugendpreis                        |
| 71  | 2003 | Frankfurter Turnverein 1860 |                          | Jugendpreis                        |

Quellen:
- [1997] Jürgen Hepp: „Die stillen Sieger“ – Georg von Opel-Preis verliehen. In: Opel Post. 13. Juni 1997, S. 2 (PDF).
- [1997] Stille Sieger – Georg von Opel-Preise an acht Persönlichkeiten des Sports verliehen. In: Opel Post. 10. Dezember 1997, S. 2 (PDF).
- [1998] Georg von Opel Preis für „Die Stillen Sieger“. In: gymmedia.com. 30. November 1998, abgerufen am 21. Juni 2023.
- [2000] „Georg von Opel-Preis“ für soziales Engagement: „Stille Sieger“ genießen leise. In: Rheinische Post online. 14. November 2000, abgerufen am 27. Juni 2023.